# Entrée de service
Pour l’article homonyme, voir Entrée de service (film, 1934).
Pour plus de détails, voir Fiche technique et Distribution.
Entrée de service (Upstairs and Downstairs) est un film britannique réalisé par Ralph Thomas et sorti en 1959.

## Synopsis
Les aventures du jeune couple huppé Barry à la recherche du domestique idéal et ses diverses expériences avec plusieurs postulants (et postulantes).

## Fiche technique
- Titre original : Upstairs and Downstairs
- Titre français : Entrée de service
- Titre alternatif francophone : La Chambre de Madame
- Réalisation : Ralph Thomas
- Assistant à la réalisation : Geoffrey Haine
- Scénario : Frank Harvey Jr. et Ronald Scott Thorn d’après son roman Upstairs and Downstairs (1957)
- Décors : Maurice Carter
- Costumes : Joan Ellacott
- Maquillages : Basil Newall, Geoffrey Rodway
- Coiffures : Stella Rivers
- Photographie : Ernest W. Steward
- Cadrage : James Bawden
- Son : Bill Daniels, John W. Mitchell
- Montage : Alfred Roome
- Musique : Philip Green
- Pays d’origine : Royaume-Uni
- Langue originale : anglais, italien
- Production : Betty E. Box
- Producteur exécutif : Earl St. John
- Société de production[1] : The Rank Organisation Film Productions Ltd (Royaume-Uni)
- Sociétés de distribution[2],[1]: J. Arthur Rank Film Distributors (distributeur d'origine, Royaume-Uni), Nord Films (France)
- Format : couleur (Eastmancolor) — 35 mm — 1,78:1 — son monophonique (Westrex Recording System)
- Genre : comédie
- Durée : 101 minutes
- Dates de sortie : 
  - Royaume-Uni : 2 novembre 1959[3]
  - France : 31 décembre 1960
- (fr) Classification et visa CNC : tous publics, visa d'exploitation no 22686 délivré le 30 décembre 1959

## Distribution
- Michael Craig : Richard Barry
- Anne Heywood : Kate Barry
- Mylène Demongeot : Ingrid Gunnar
- James Robertson Justice : Mansfield
- Claudia Cardinale : Maria
- Sidney James : l’agent de police Edwards
- Joan Hickson : Rosemary
- Joan Sims : Blodwen
- Joseph Tomelty : Arthur Farringdon
- Nora Nicholson : Edith Farringdon
- Barbara Steele : Mary
- Margalo Gillmore : Mme McGuffey
- Barbara Everest : la seconde vieille dame
- Irene Handl : la dame forte

## Production

### Tournage
- Année de prises de vue : 1959.
- Intérieurs : Pinewood Studios, Buckinghamshire (Angleterre).
- Mylène Demongeot[4] : « Je vais tourner un long sketch dans un charmant film qui s’appellera Upstairs and Downstairs, Entrée de service chez nous… L’un des autres sketches est tourné avec Claudia Cardinale, dont je fais la connaissance. Elle a une belle voix rauque et voilée que j’apprécie… […] Je me régale de ce que j’ai à faire. Un personnage tendre et gai. Frais et spontané. Une petite jeune fille au pair arrivant de Suède qui tombe amoureuse de son patron et le patron, d’elle, bien entendu… puis, déchirée, les larmes aux yeux, elle retournera dans son pays. Très jolie scène d’adieu à la gare. C’est tout, mais c’est très charmant. À mon humble avis, ce sera un de mes meilleurs rôles de ces années-là. »

### Musique

#### Chanson originale
- Upstairs and Downstairs, paroles de Sonny Miller et musique de Philip Green (1959).

#### Musiques additionnelles
- Men of Harlech (en) (The March of the Men of Harlech), marche traditionnelle britannique (XVIIIe siècle).
- Ouverture solennelle 1812 de Pyotr Ilyich Tchaikovsky (1882).
- Marche nuptiale de Felix Mendelssohn-Bartholdy (1843).